# Ушья (приток Тавды)
Ушья — река в России, протекает по Таборинскому району Свердловской области. Устье реки находится в 480 км по левому берегу реки Тавда. Длина реки составляет 21 км.
Система водного объекта: Тавда → Тобол → Иртыш → Обь → Карское море.

## Географическое положение
Река Ушья расположена в муниципальном образовании «Таборинский муниципальный район» Свердловской области, левый приток реки Тавда. Исток реки — болото Ушьинская Сарча. Устье реки в 12 километрах выше посёлка Новосёлово напротив острова Ушьинского. Берега реки заболочены.

## Данные водного реестра
По данным государственного водного реестра России относится к Иртышскому бассейновому округу, водохозяйственный участок реки — Тавда от истока и до устья, без реки Сосьва от истока до водомерного поста у деревни Морозково, речной подбассейн реки — Тобол. Речной бассейн реки — Иртыш.
Код объекта в государственном водном реестре — 14010502512111200012663.